# Pařížanka (hrušeň)

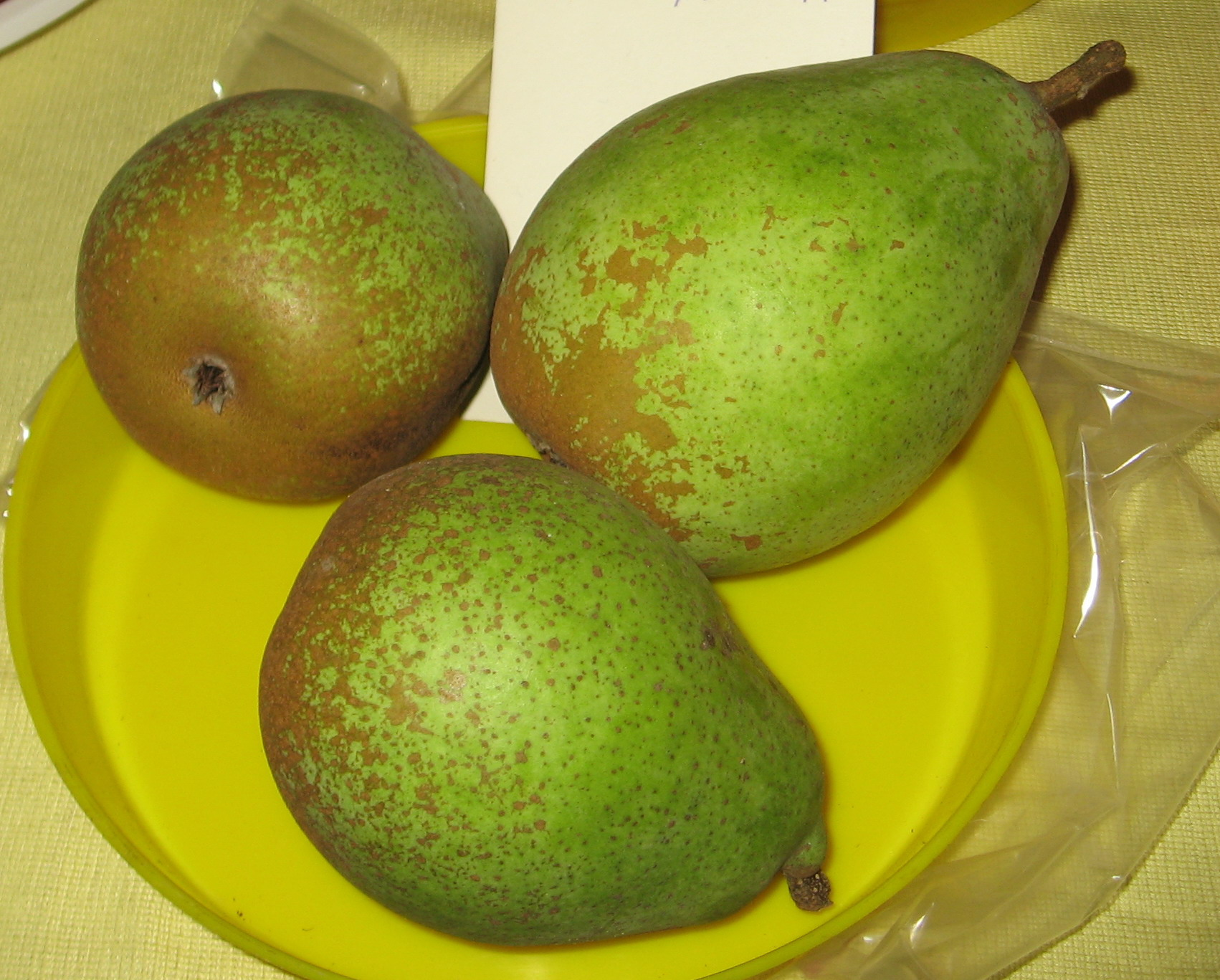
'Pařížanka', plody.

Pařížanka (Pyrus communis 'Pařížanka') je ovocný strom, kultivar druhu hrušeň obecná z čeledi růžovitých. Plody jsou řazeny mezi odrůdy zimních hrušek, sklízí se v říjnu, dozrává v prosinci, skladovatelné jsou do února.

## Jiné české názvy
Pařížský miláček nebo také Pařížská

## Historie

### Původ
Podle některých zdrojů byla objevena ve Francii v 19. století. Podle jiného zdroje byla vyšlechtěna W. Foureinem ve Dreux ve Francii v roce 1893.

## Vlastnosti
Odrůda je cizosprašná. Kvete raně, vhodnými opylovači jsou odrůdy Konference, Červencová, Clappova, Madame Verté, Williamsova, Charneuská, Boscova lahvice. Je citlivá na měďnaté přípravky.

### Růst
Růst odrůdy je středně bujný, později slabý. Habitus koruny je úzce pyramidální, koruny jsou středně velké na horším stanovišti menší. Dobře se tvaruje, dobře snáší zmlazení.

## Plodnost
Plodí časně, středně, ale pravidelně.

## Plod
Plod je vejčitý, střední. Slupka tlustá, drsná, žlutozeleně, později žlutě zbarvená se rzivými lenticelami. Dužnina je bílá, jemná, aromatická, se sladkou až fádní chutí, celkem dobrou, je kaménčitá.

## Choroby a škůdci
Odrůda je považována za středně odolnou proti strupovitosti. podle jiných zdrojů trpí v neošetřovaných sadech strupovitostí silně, plody pukají. Je poměrně odolná proti nízkým teplotám.

## Použití
Dobře snese přepravu, neotlačuje se. Je vhodná ke skladování a přímému konzumu. Vyžaduje úrodné, záhřevné, zavlažované půdy. Odrůdu lze použít do chráněných stanovišť středních a teplých poloh.